# 亚历山大·叶菲莫维奇·伊兹迈洛夫
亚历山大·叶菲莫维奇·伊兹迈洛夫（俄语：Александр Ефимович Измайлов；拉丁字母转写：Alexander Efimovich Izmaylov，1779年4月25日—1831年1月28日）是俄罗斯帝国寓言家、诗人、小说家、出版家以及教育家，生于弗拉基米尔。其因含讽刺意味的寓言而受到大众（以维萨里昂·格里戈里耶维奇·别林斯基尤为突出）赞誉，并被视为俄国启蒙运动的最后一位重要人物。1831年于圣彼得堡辞世。